# 하프 재패니즈
하프 재패니즈(Half Japanese)는 미국의 펑크 밴드이다.